# Štěpán Urban
Štěpán Urban (* 4. Oktober 1913 in Bořanovice; † 4. Mai 1974 in Prag) war ein tschechischer Gitarrist, Komponist, Musikpädagoge, Anthroposoph, Esperanto-Dichter und Schriftsteller. Er schrieb unter dem Pseudonym Steur Panban.

## Leben
Urban arbeitete mehrere Jahre für den Tschechoslowakischen Rundfunk. Nach dem Krieg setzte er den Grundstein für die tschechische Gitarrenschule. Sie war Vorbild für Pädagogen in den Niederlanden, Polen, Bulgarien, Rumänien und Italien. Am Prager Konservatorium bekleidete er eine Professur. Zu seinen Schülern gehören Štěpán Rak (* 1945), Jan Truhlář und Jiří Jirmal.  Er komponierte einige Werke für Gitarre und vertonte über 30 Gedichte (u. a. von William Auld, Julio Baghy, Kálmán Kalocsay und Edmond Privat).
Neben der Musik widmete sich Urban der Esperanto-Literatur. Er erlernte die Sprache in den 50er Jahren. Seine Prosa (Kurzgeschichten) und satirische Lyrik wurde in vielen Ländern veröffentlicht. Mehr als 100 Gedichte entstanden, darunter Norda Prismo, Heroldo de Esperanto und Esperanto en Skotlando.  Er wurde mehrfach ausgezeichnet und einer der führenden Schriftsteller des Esperanto. Sein bekanntestes Werk ist Nova Ezopo (1961). Von 1942 bis 1955 war er mit der Dichterin Eli Urbanová verheiratet.